# تيبل روك (نبراسكا)
تيبل روك (بالإنجليزية: Table Rock, Nebraska)‏ هي منطقة سكنية تقع في الولايات المتحدة في مقاطعة باوني، نبراسكا. يقدر عدد سكانها بـ 269 نسمة ومساحتها 1.53 كم2 وترتفع عن سطح البحر 330 متر.

## التركيبة السكانية
قام مكتب تعداد الولايات المتحدة بتحديد بيانات التركيبة السكانية لتيبل روك في تعداد الولايات المتحدة. في ما يلي، التركيبة السكانية حسب تعدادي 2000 و2010.

### تعداد عام 2000
بلغ عدد سكان تيبل روك 264 نسمة بحسب تعداد عام 2000، وبلغ عدد الأسر 144 أسرة وعدد العائلات 68 عائلة مقيمة في القرية. في حين سجلت الكثافة السكانية 451.2 نسمة لكل ميل مربع (174.2/كم2). وبلغ عدد الوحدات السكنية 178 وحدة بمتوسط كثافة قدره 304.2 نسمة لكل ميل مربع (117.5/كم2).
وتوزع التركيب العرقي للقرية بنسبة 99.62% من البيض و 0.38% من الأمريكيين ذوي الأصول الآسيوية.
بلغ عدد الأسر 144 أسرة كانت نسبة 15.3% منها لديها أطفال تحت سن الثامنة عشر تعيش معهم، وبلغت نسبة الأزواج القاطنين مع بعضهم البعض 38.9% من أصل المجموع الكلي للأسر، ونسبة 5.6% من الأسر كان لديها معيلات من الإناث دون وجود شريك، وكانت نسبة 52.1% من غير العائلات. تألفت نسبة 46.5% من أصل جميع الأسر من أفراد ونسبة 25.7% كانوا يعيش معهم شخص وحيد يبلغ من العمر 65 عاماً فما فوق. وبلغ متوسط حجم الأسرة المعيشية 2.58، أما متوسط حجم العائلات فبلغ 1.83.
بلغ العمر الوسطي للسكان 54 عاماً. وكانت نسبة 16.3% من القاطنين تحت سن الثامنة عشر، وكانت نسبة 3.8% بين الثامنة عشر والأربعة وعشرون عاماً، ونسبة 19.7% كانت واقعةً في الفئة العمرية ما بين الخامسة والعشرون حتى والأربعة وأربعون عاماً، ونسبة 26.9% كانت ما بين الخامسة والأربعون حتى الرابعة والستون، ونسبة 33.3% كانت ضمن فئة الخامسة والستون عاماً فما فوق. يوجد لكل 100 أنثى 95.6 ذكر، ويوجد لكل 100 أنثى في الثامنة عشر من عمرها فما فوق 97.3 ذكر.
بلغ متوسط دخل الأسرة في القرية 24,545 دولار، أما متوسط دخل العائلة فبلغ 33,000 دولار. وكان متوسط دخل الذكور 28,250 دولار مقابل 16,500 دولار للإناث. وسجل دخل الفرد الخاص بالقرية 18,384 دولار. وكانت نسبة 11.8% من العائلات ونسبة 11.1% من السكان تحت خط الفقر، وكان من هؤلاء نسبة 7.7% تحت سن الثامنة عشر ونسبة 16.5% في الخامسة والستين من العمر وما فوق.

### تعداد عام 2010
بلغ عدد سكان تيبل روك 269 نسمة بحسب تعداد عام 2010، وبلغ عدد الأسر 133 أسرة وعدد العائلات 70 عائلة مقيمة في القرية. في حين سجلت الكثافة السكانية 455.9 نسمة لكل ميل مربع (176.0/كم2). وبلغ عدد الوحدات السكنية 167 وحدة بمتوسط كثافة قدره 283.1 لكل ميل مربع (109.3/كم2).
وتوزع التركيب العرقي للقرية بنسبة 97.8% من البيض و 1.5% من الأمريكيين الأفارقة و 0.7% من عرقين مختلطين أو أكثر.
بلغ عدد الأسر 133 أسرة كانت نسبة 27.1% منها لديها أطفال تحت سن الثامنة عشر تعيش معهم، وبلغت نسبة الأزواج القاطنين مع بعضهم البعض 40.6% من أصل المجموع الكلي للأسر، ونسبة 7.5% من الأسر كان لديها معيلات من الإناث دون وجود شريك، بينما كانت نسبة 4.5% من الأسر لديها معيلون من الذكور دون وجود شريكة وكانت نسبة 47.4% من غير العائلات. تألفت نسبة 46.6% من أصل جميع الأسر من أفراد ونسبة 27.1% كانوا يعيش معهم شخص وحيد يبلغ من العمر 65 عاماً فما فوق. وبلغ متوسط حجم الأسرة المعيشية 2.83، أما متوسط حجم العائلات فبلغ 2.02.
بلغ العمر الوسطي للسكان 46.3 عاماً. وكانت نسبة 23.4% من القاطنين تحت سن الثامنة عشر، وكانت نسبة 4% بين الثامنة عشر والأربعة وعشرون عاماً، ونسبة 20.8% كانت واقعةً في الفئة العمرية ما بين الخامسة والعشرون حتى والأربعة وأربعون عاماً، ونسبة 27.1% كانت ما بين الخامسة والأربعون حتى الرابعة والستون، ونسبة 24.5% كانت ضمن فئة الخامسة والستون عاماً فما فوق. وتوزع التركيب الجنسي للسكان بنسبة 49.1% ذكور و50.9% إناث.